# Aéroport de Port-Saïd
 (février 2025).
Si vous disposez d'ouvrages ou d'articles de référence ou si vous connaissez des sites web de qualité traitant du thème abordé ici, merci de compléter l'article en donnant les références utiles à sa vérifiabilité et en les liant à la section « Notes et références ».
Pour les articles homonymes, voir PSD.
L'aéroport de Port-Saïd (code IATA : PSD • code OACI : HEPS) (Phonétique : Matar Bōrsaʿīd) (Arabe :مطار بورسعيد) est un aéroport desservant la ville de Port-Saïd, en Égypte. C'est le seul aéroport de la ville. En 2011, l'aéroport a accueilli 36 962 passagers (-5,5% par rapport à 2010).

## Situation
Il est situé à l'extrémité nord du canal de Suez. 
| \| 100 km1:14 084 000 \| Abou Simbel Taba Sohag Marsa · Alam Louxor Hurghada El-Arich El Nouzha Charm el-Cheikh Le Caire Borg El Arab Assouan Assiout Marsa Matruh |
| 100 km1:14 084 000 |

### Trafic passager
Pour des raisons techniques, il est temporairement impossible d'afficher le graphique qui aurait dû être présenté ici.

Voir la requête brute et les sources sur Wikidata.